# Sinna atrifusa
Sinna atrifusa är en fjärilsart som beskrevs av George Francis Hampson 1905. Sinna atrifusa ingår i släktet Sinna och familjen trågspinnare. Inga underarter finns listade i Catalogue of Life.